# Neostrotia nigripalpi
Neostrotia nigripalpi là một loài bướm đêm trong họ Noctuidae.